# アドリア (小惑星)
アドリア (143 Adria) は、小惑星帯に位置する大きな小惑星の一つ。炭素を主成分とするコンドライトからなっていると考えられる。古在由秀はかなり小規模な小惑星族を代表する小惑星としている。
1875年2月23日にオーストリアの天文学者、ヨハン・パリサがアドリア海沿岸のポーラ（現プーラ）で発見し、発見場所の名前がつけられた。
2000年8月21日に日本で掩蔽が観測され、98 × 86 kmの楕円形状が算出されている。